# 桐生市立川内小学校
桐生市立川内小学校（きりゅうしりつ かわうちしょうがっこう）は、群馬県桐生市川内町三丁目にある公立小学校。
2010年に、川内北小学校と川内南小学校が統合され開校した。

## 概要

### 所在地
- 群馬県桐生市川内町三丁目572番地

### 学区
- 川内町一丁目 - 五丁目[1]

## 沿革
- 2010年（平成22年）4月6日 - 開校。

## 学校周辺
- 桐生市立川内中学校
- 新堀団地
- 赤城神社
- 永明寺
- 相川橋
- 渡良瀬川